# 龙江组
龙江组是位于中国黑龙江龙江县一带及内蒙古的上侏罗世至下白垩世地层，1974年由王五力等命名。该地层以灰紫、灰绿色安山岩为主，间夹火山碎屑岩、火山沉积岩、酸性火山岩等。